# Moristroma
Moristroma is een geslacht van schimmels uit de onderklasse Chaetothyriomycetidae. De typesoort is Moristroma polysporum.

## Soorten
Volgens Index Fungorum telt het geslacht zes soorten (peildatum april 2022):
| Soortnaam              | Auteur(s)                                             | Publicatiejaar |
| ---------------------- | ----------------------------------------------------- | -------------- |
| Moristroma germanicum  | C. Kraus, Damm, S. Bien, Vögele & M. Fisch.           | 2020           |
| Moristroma japonicum   | Nordén                                                | 2005           |
| Moristroma multisporum | (Sivan., R.C. Rajak & R.C. Gupta) Boonmee & K.D. Hyde | 2011           |
| Moristroma palatinum   | C. Kraus, Damm, S. Bien, Vögele & M. Fisch.           | 2020           |
| Moristroma polysporum  | A.I. Romero & Samuels                                 | 1991           |
| Moristroma quercinum   | Nordén                                                | 2005           |